# Когоут, Павел
Павел Когоут (чеш. Pavel Kohout; род. 20 июля 1928[…], Прага, Чехословакия) — чешский и австрийский писатель, драматург, публицист и поэт, участник движения «Пражская весна», один из самых заметных и спорных представителей современной чешской литературы («ярый сталинист в 1950-х, коммунист-реформатор в 1960-х, диссидент в 1970-х, эмигрант в 1980-х…»), наибольшую известность получивший в немецкоговорящих странах и районах Европы.
Павел Когоут — автор получивших международную известность пьес «Такая любовь» (1957), «Атест» (1979) «Пат, или Игра королей» (1978), «Ecce Constantia» (1990). Большой успех в США имел его спектакль «Несчастный убийца» («Poor Murderer»), поставленный по рассказу Леонида Андреева «Мысль» и впервые показанный на Бродвее в 1976 году. Широкую известность приобрел также его роман «Из дневника контрреволюционера» (1968), запрещённый в Чехословакии, вышедший на немецком, английском, французском, голландском и финском языках. События, развивашиеся вокруг «Хартии-77», П. Когоут описал в мемуарном романе «Где собака зарыта» (1987).

## Произведения (избранное)
| - Verše a písně, 1952 - Tři knihy veršů, 1953 - Čas lásky a boje, 1954 - Dobrá píseň, 1952 - Zářijové noci, 1955 - Chudáček, 1956 - Sbohem, smutku, 1957 - Taková láska, 1957 - Říkali mi soudruhu, 1960 - Třetí sestra, 1960 - Cesta kolem světa za 80 dní, 1962 - Dvanáct, 1963 - Josef Švejk, 1963 - Válka s mloky, 1963 - Vzpomínka na Biskaj, 1965 - August, August, August, 1967 - Briefe über die Grenze, 1968 - Nenávist v prosinci, 1968 - Aksál, 1969 - Válka ve třetím poschodí, 1970 - Pech pod střechou, 1972 - Ubohý vrah, 1972 - Amerika, 1973 | - Požár v suterénu, 1973 - Život v tichém domě, 1974 - Ruleta, 1976 - Atest, 1979 - Marie zápasí s anděly - Marast, 1982 - Ecce Constantia, 1988 - Kyanid o páté, 1996 - Šest a sex, 1998 - Nula, 1999 - O černém a bílém, 1950 - Z deníku kontrarevolucionáře aneb Životy od tanku k tanku, 1969 - Палачка (Katyně), 1970 - Nápady svaté Kláry, 1982 - Kde je zakopán pes, 1987 - Hodina tance a lásky, 1989 - Sněžím, 1992 - Klaun, 1994 - Hvězdná hodina vrahů, 1995 - Pat aneb Hra králů, 1991 - Ta dlouhá vlna za kýlem, 2000 - Smyčka, 2008 - O ničem a o všem, 2008 - Cizinec a Krásná paní, 2009 |  |